# (13029) 1989 HA
(13029) 1989 HA est un astéroïde de la ceinture principale d'astéroïdes de 13,821 km de diamètre découvert en 1989.

## Description
(13029) 1989 HA a été découvert le 27 avril 1989 à l'observatoire Brorfelde, près de Holbæk au Danemark, par Poul Jensen.

### Caractéristiques orbitales
L'orbite de cet astéroïde est caractérisée par un demi-grand axe de 2,58 UA, un périhélie de 2,15 UA, une excentricité de 0,17 et une inclinaison de 15,07° par rapport à l'écliptique. Du fait de ces caractéristiques, à savoir un demi-grand axe compris entre 2 et 3,2 UA et un périhélie supérieur à 1,666 UA, il est classé, selon la JPL Small-Body Database, comme objet de la ceinture principale d'astéroïdes.

### Caractéristiques physiques
(13029) 1989 HA a une magnitude absolue (H) de 13,1 et un albédo estimé à 0,073, ce qui permet de calculer un diamètre de 13,821 km. Ces résultats ont été obtenus grâce aux observations du Wide-Field Infrared Survey Explorer (WISE), un télescope spatial américain mis en orbite en 2009 et observant l'ensemble du ciel dans l'infrarouge, et publiés en 2014 dans un article présentant les résultats concernant 2 835 astéroïdes de la ceinture principale.